# Genista sylvestris
Genista sylvestris là một loài thực vật có hoa trong họ Đậu. Loài này được Scop. miêu tả khoa học đầu tiên.

## Hình ảnh

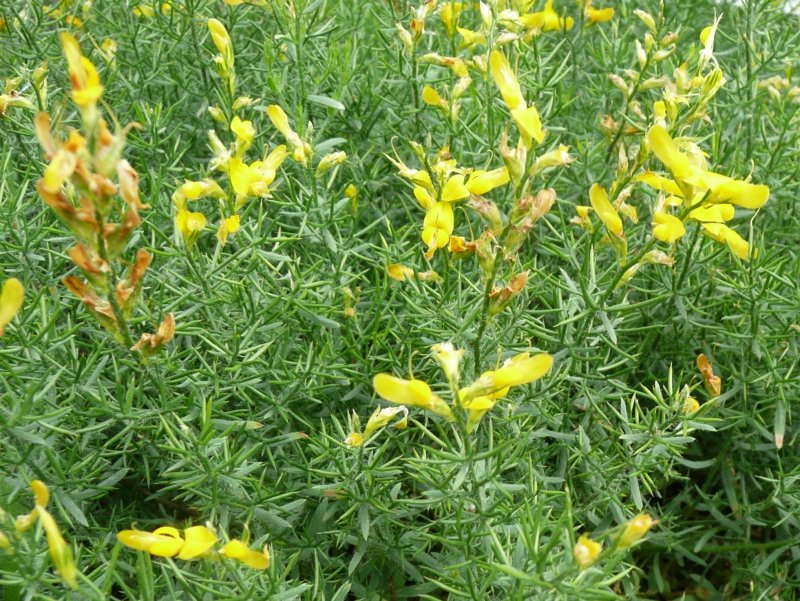
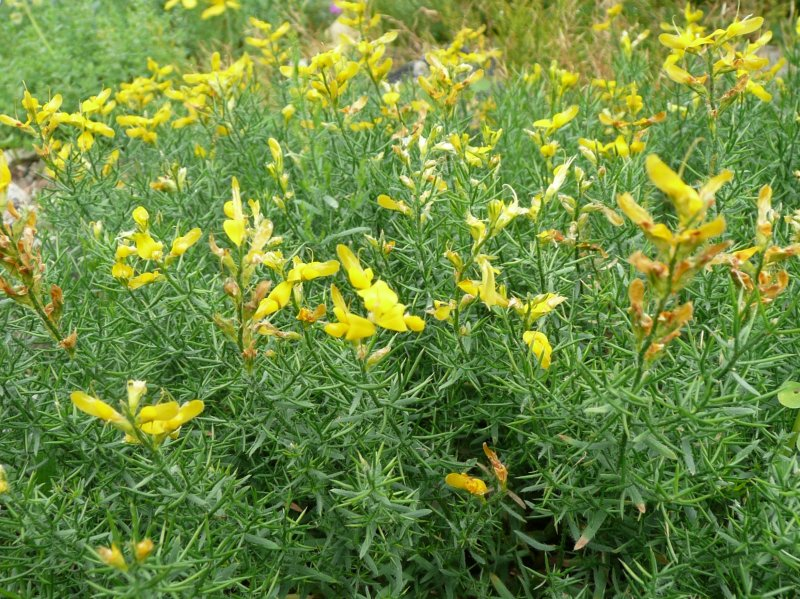